# Tiago Ferreira (cyclisme)
Pour les articles homonymes, voir Tiago Ferreira (homonymie) et Ferreira.
Tiago Jorge de Oliveira Ferreira (né le 7 décembre 1988 à Viseu) est un coureur cycliste portugais. Spécialisé en VTT marathon, il est champion du monde de la discipline en 2016.

## Biographie
En juin 2016, Tiago Ferreira remporte la médaille d'argent du cross-country marathon aux championnats d'Europe de Sigulda, en Lettonie. Trois semaines plus tard, il devient champion du monde de cross-country marathon à Laissac, en France, devenant le deuxième cycliste portugais à remporter un titre de champion du monde cycliste, après Rui Costa.

## Palmarès en VTT

### Jeux olympiques
- Rio de Janeiro 2016
  - 39e du cross-country

### Championnats du monde
- Kirchberg in Tirol 2013
  - 6e du cross-country marathon
- Laissac 2016
  -  Champion du monde de cross-country marathon
- Singen 2017
  -  Médaillé d'argent du cross-country marathon
- Sakarya 2020
  -  Médaillé d'argent du cross-country marathon

### Championnats d'Europe
- 2016
  -  Médaillé d'argent du cross-country marathon
- 2017
  -  Champion d'Europe de cross-country marathon
- 2019
  -  Champion d'Europe de cross-country marathon

### Championnats du Portugal
- 2012
  - 3e du cross-country marathon
- 2013
  -  Champion du Portugal de cross-country marathon
- 2015
  -  Champion du Portugal de cross-country marathon
- 2016
  - 2e du cross-country
- 2017
  -  Champion du Portugal de cross-country marathon
- 2018
  - 2e du cross-country marathon
- 2019
  -  Champion du Portugal de cross-country marathon